# Trepidació
La trepidació (del llatí trepidus, 'trepidat'), en les obsoletes teories medievals de l'astronomia, fa referència a l'oscil·lació hipotètica en la precessió dels equinoccis.
La teoria va ser popular entre el segle ix i el segle xvi.

## Història
L'origen de la teoria de la trepidació prové del Petit comentari a les taules útils escrit per Teó d'Alexandria (Θέων ὁ Ἀλεξανδρεύς) al segle iv. En precessió, els equinoccis semblen moure's lentament per l'eclíptica, completant una revolució en uns 25.800 anys aproximadament (segons astrònoms moderns). Teó afirma que certs astròlegs (anònims) creien que la precessió, en lloc de ser un moviment constant interminable, inverteix la direcció cada 640 anys. Els equinoccis, en aquesta teoria, es mouen a través de l'eclíptica a raó d'1 grau en 80 anys en un interval de 8 graus, després dels quals inverteixen de cop la direcció i retrocedeixen els mateixos 8 graus. Teó descriu aquesta teoria, però no la va avalar.
Al segle ix, es va adoptar una versió més sofisticada d'aquesta teoria per explicar una variació que els astrònoms islàmics creien erròniament que afectava la taxa de precessió. Aquesta versió de trepidació es descriu a De motu octavae sphaerae (Sobre el moviment de la vuitena esfera), una traducció llatina d'un original àrab perdut. El llibre l'atribueix a l'astrònom àrab Thàbit ibn Qurra (ثابت بن قرة), però aquest model també s'ha atribuït a Ibn al-Adamí i al net de Thàbit, Ibrahim ibn Sinan (ابراهيم بن سنان بن ثابت بن قرة). En aquest model de trepidació, l'oscil·lació s'afegeix als equinoccis a mesura que precessen. L'oscil·lació es va produint durant un període de 7.000 anys, afegit a la vuitena (o novena) esfera del sistema ptolemaic. El model de trepidació de Thàbit es va utilitzar a les Taules alfonsines, que van assignar un període de 49.000 anys a la precessió. Aquesta versió de la trepidació va dominar l'astronomia llatina a l'edat mitjana tardana. Els astrònoms islàmics van descriure altres models de trepidació. A Occident, una alternativa a De motu octavae sphaerae formava part de la teoria del moviment de la Terra publicada per Nicolau Copèrnic a De revolutionibus orbium coelestium (1543). La versió de la trepidació de Copèrnic va combinar l'oscil·lació dels equinoccis (que ara es coneix com un moviment espuri) amb un canvi en l'obliqüitat de l'eclíptica (inclinació axial), reconeguda avui com un moviment autèntic de l'eix de la Terra.
La trepidació va ser el fonament de l'astronomia índia i es va utilitzar per calcular l'ayanamsha per convertir el sideral (Nirayana) en longituds tropicals (Sāyana). El tercer capítol del Suryasiddhanta, versos 9-10, proporciona el mètode per a calcular-lo, que E. Burgess interpreta com una trepidació de 27 graus en ambdues direccions durant un període complet de 7.200 anys, a un ritme anual de 54 segons. Això és gairebé el mateix que el període àrab d'uns 7.000 anys. La data zero, segons el Suryasiddhanta, va ser el 499, després de la qual cosa la trepidació avança en la mateixa direcció que la precessió equinoccial moderna. Per al període anterior al 1301 aC, la trepidació suryasiddàntica seria contrària a la precessió equinoccial. Per al període entre el 1301 aC fins al 2299 dC, la precessió equinoccial i la precessió suryasdàntica tindrien la mateixa direcció i signe, només es diferenciaven en magnitud. Brahma Siddhanta, Soma Siddhanta i Narada Purana descriuen exactament la mateixa teoria i magnitud de la trepidació que al Suryasiddhanta, i alguns altres puranas també ofereixen referències concises a la precessió, com el Vayu purana i el Matsya Purana.